# Выборочная дисперсия
Выборочная дисперсия в математической статистике — это оценка теоретической дисперсии распределения, рассчитанная на основе данных выборки. Виды выборочных дисперсий:
- смещённая;
- несмещённая, или исправленная

## Определения
Пусть {\displaystyle X_{1},\ldots ,X_{n},\ldots } — выборка из распределения вероятности. Тогда
- выборочная дисперсия — это случайная величина

{\displaystyle S_{n}^{2}={\frac {1}{n}}\sum \limits _{i=1}^{n}\left(X_{i}-{\bar {X}}\right)^{2}={\frac {1}{n}}\sum \limits _{i=1}^{n}X_{i}^{2}-\left({\frac {1}{n}}\sum \limits _{i=1}^{n}X_{i}\right)^{2}},
где символ {\displaystyle {\bar {X}}} обозначает выборочное среднее;
- несмещённая (исправленная) дисперсия — это случайная величина

{\displaystyle S^{2}={\frac {1}{n-1}}\sum \limits _{i=1}^{n}\left(X_{i}-{\bar {X}}\right)^{2}}.

## Замечание
Очевидно,
{\displaystyle S^{2}={\frac {n}{n-1}}S_{n}^{2}}.

## Свойства выборочных дисперсий
- Выборочная дисперсия является теоретической дисперсией выборочного распределения. Более точно, пусть {\displaystyle {\hat {F}}(x)} — выборочная функция распределения данной выборки. Тогда для любого фиксированного {\displaystyle \omega \in \Omega } функция {\displaystyle {\hat {F}}(\omega ,x)} является (неслучайной) функцией дискретного распределения. Дисперсия этого распределения равна {\displaystyle S_{n}^{2}(\omega )}.

- Обе выборочные дисперсии являются состоятельными оценками теоретической дисперсии. Если {\displaystyle \mathrm {D} [X_{i}]=\sigma ^{2}<\infty }, то

{\displaystyle S_{n}^{2}\to ^{\!\!\!\!\!\!\mathbb {P} }\;\sigma ^{2}}
и
{\displaystyle S^{2}\to ^{\!\!\!\!\!\!\mathbb {P} }\;\sigma ^{2}},
где символ «{\displaystyle \to ^{\!\!\!\!\!\!\mathbb {P} }}» обозначает сходимость по вероятности.
- Выборочная дисперсия является смещённой оценкой теоретической дисперсии, а исправленная выборочная дисперсия — несмещённой:

{\displaystyle \mathbb {E} \left[S_{n}^{2}\right]={\frac {n-1}{n}}\sigma ^{2}},
и
{\displaystyle \mathbb {E} \left[S^{2}\right]=\sigma ^{2}}.
В самом деле
{\displaystyle {\begin{aligned}\operatorname {E} [S_{n}^{2}]&=\operatorname {E} \left[{\frac {1}{n}}\sum _{i=1}^{n}{\left(Y_{i}-{\frac {1}{n}}\sum _{j=1}^{n}Y_{j}\right)}^{2}\right]\\[5pt]&={\frac {1}{n}}\sum _{i=1}^{n}\operatorname {E} \left[Y_{i}^{2}-{\frac {2}{n}}Y_{i}\sum _{j=1}^{n}Y_{j}+{\frac {1}{n^{2}}}\sum _{j=1}^{n}Y_{j}\sum _{k=1}^{n}Y_{k}\right]\\[5pt]&={\frac {1}{n}}\sum _{i=1}^{n}\left(\operatorname {E} \left[Y_{i}^{2}\right]-{\frac {2}{n}}\left(\sum _{j\neq i}\operatorname {E} \left[Y_{i}Y_{j}\right]+\operatorname {E} \left[Y_{i}^{2}\right]\right)+{\frac {1}{n^{2}}}\sum _{j=1}^{n}\sum _{k\neq j}^{n}\operatorname {E} \left[Y_{j}Y_{k}\right]+{\frac {1}{n^{2}}}\sum _{j=1}^{n}\operatorname {E} \left[Y_{j}^{2}\right]\right)\\[5pt]&={\frac {1}{n}}\sum _{i=1}^{n}\left({\frac {n-2}{n}}\operatorname {E} \left[Y_{i}^{2}\right]-{\frac {2}{n}}\sum _{j\neq i}\operatorname {E} \left[Y_{i}Y_{j}\right]+{\frac {1}{n^{2}}}\sum _{j=1}^{n}\sum _{k\neq j}^{n}\operatorname {E} \left[Y_{j}Y_{k}\right]+{\frac {1}{n^{2}}}\sum _{j=1}^{n}\operatorname {E} \left[Y_{j}^{2}\right]\right)\\[5pt]&={\frac {1}{n}}\sum _{i=1}^{n}\left[{\frac {n-2}{n}}\left(\sigma ^{2}+\mu ^{2}\right)-{\frac {2}{n}}(n-1)\mu ^{2}+{\frac {1}{n^{2}}}n(n-1)\mu ^{2}+{\frac {1}{n}}\left(\sigma ^{2}+\mu ^{2}\right)\right]\\[5pt]&={\frac {n-1}{n}}\sigma ^{2}\end{aligned}}}
- Исправленная выборочная дисперсия подчиняется распределению хи-квадрат:

{\displaystyle (n-1){\frac {S^{2}}{\sigma ^{2}}}\sim \chi _{n-1}^{2}},
- а её дисперсия:

{\displaystyle \operatorname {D} \left[S^{2}\right]=\operatorname {D} \left({\frac {\sigma ^{2}}{n-1}}\chi _{n-1}^{2}\right)={\frac {\sigma ^{4}}{{\left(n-1\right)}^{2}}}\operatorname {D} \left(\chi _{n-1}^{2}\right)={\frac {2\sigma ^{4}}{n-1}}.}